# Present perfect
Present perfect (с англ. — «настоящее совершённое») в английском языке — одна из модальностей грамматической категории времени, представляет собой комбинацию настоящего времени и совершённого аспекта, что по мнению некоторых лингвистов используется для выражения прошлого события, которое имеет последствия в настоящем. Этот термин в основном используется в грамматике английского языка для описания таких конструкций, например, как «I have eaten» (перевод с английского: «Я поела.»).
Использование самого термина present perfect (настоящее совершённое) объясняется тем, что вспомогательный глагол have во фразе «I have eaten» стоит в настоящем времени (present tense), а основной глагол-сказуемое eaten уже используется в прошедшем (past participle, причастие прошедшего времени), что заставляет рассматривать глагол eaten как описывающий уже совершённое действие.

## Образование present perfect
Present perfect образуется с помощью вспомогательных глаголов has/have и третьей формы глагола (past participle)
Например:
«I have been to Greece» — Я был в Греции (и всё ещё могу туда поехать).
«He has gone» — Он уехал (и его до сих пор нет).

## Похожие на формы present perfect
Вместе с тем существует форма, образованная глаголом has/have и инфинитивом (или participle I), которая не имеет прямого отношения к present perfect. Эта форма может выражать значения «необходимости» или «подневольности» действий субъекта. Например:
«He had me wash his car» — Он заставил меня помыть его машину.
«The signal has to travel over three million miles» — Сигнал должен преодолеть более трёх миллионов миль.

## Использование present perfect

### Завершённое действие, результат которого связан с настоящим моментом
«I have lost my keys» — Я потерял ключи (и сейчас не могу попасть в дом).
«I have drunk three cups of coffee this morning» — Я выпил сегодня утром три чашки кофе.
Последнее предложение близко к грамматически неверному. Дело в том, что указатель времени this morning в большинстве случаев говорит нам о том, что в момент произнесения данного предложения уже не утро. Если сейчас не утро, то нужно использовать «I drank three cups of coffee this morning», ибо связь с настоящим нарушена, ведь возможно что сейчас уже полдень. Сама фраза «this morning» может как бы намекать на то, что утро прошло. Если же из контекста ясно, что в момент речи всё ещё утро, и говорящий всё ещё имеет возможность или просто надеется выпить кофе, то предложение становится корректным.

### Жизненный опыт
«I have seen that movie before» — Я смотрел раньше этот фильм (но могу посмотреть в будущем).
«I have never visited France» — Я не ездил во Францию (но возможно когда-то буду там).

### Акцент на количестве
Действие началось в прошлом и длится до сих пор. В этом случае часто используются предлоги for, since.
«I‘ve known Karen since 1995» — Я знаю Карен с 1995 года.
«She‘s lived in London for three years» — Она живёт в Лондоне три года. / Она прожила в Лондоне три года (и до сих пор там живёт).

## Загадка present perfect
Так называемая «загадка прошедшего совершенного» времени (the present-perfect puzzle) была рассмотрена Кляйном в 1992 году в его работе «The Present Perfect Puzzle». Language. 68, 525—551. В этой работе автор поднимает несколько вопросов:
1. Почему в английском языке present perfect несовместим с модификаторами времени, которые указывают на строго определённый промежуток прошедшего времени? Например: #She has visited me on Monday / yesterday. (знак # указывает, что предложение составлено неграмотно).
2. Почему два модификатора времени не могут быть использованы в одной грамматической основе, где один модификатор метил бы время события, а другой давал оценку времени? Например: #At seven, Chris had left at six.

Также уже давно замечено, что present perfect не может в определённых ситуациях модифицировать некие группы глаголов и локативов:
- Jane has translated the poem #quickly / literally. (знак # указывает на неверный вариант, который нельзя использовать с present perfect)
- They have sealed the door #noisily / hermetically.
- I’ve had lunch #in the cafeteria / #with Anne[2].

В своё время было предложено несколько решений данной загадки. Так лингвист James D. McCawley считает, что present perfect передаёт оттенки «текущей или будущей возможности» (повторения или продолжения того действия, которое передаётся основным глаголом). Например, если сейчас идёт выставка картин Моне, то лучше использовать вопрос (1а), но не (1б), так как на эту выставку всё ещё можно сходить.
(1а) Have you been to the Monet exhibit?
(1б) Did you go to the Monet exhibit?
Если говорящий считает, что Русская чайная до сих пор существует в Нью-Йорке, то он должен использовать фразу (2а), именно в этом случае ещё есть возможность отобедать в этом месте. Вариант (2б) исключает физическую возможность повторить такое действие так как видимо говорящий считает, что этого заведения больше не существует или, возможно, человек, которому была направлена эта фраза, не в состоянии в ближайшее время туда пойти в виду сломанной ноги.
(2а) I have eaten lunch at the Russian Tea Room three times.
(2б) I ate lunch at the Russian Tea Room three times.
Мнение James D. McCawley подтверждается так называемым «прижизненным эффектом», когда состояние «жив-мёртв», в котором находится субъект высказывания, определяет то, чем будут помечаться его прошлые действия present perfect (have done) или past simple (did). Таким образом разницу в приемлемости выражения (5) и неприемлемости (3б) можно объяснить «существованием во время речи» действующих лиц (субъекта). С другой стороны в предложении (3а) нет конфликта между тем, что Эйнштейн мёртв и тем, что когда-то он посетил университет Принстон, тоже можно наблюдать в предложении (4а).
(3а) Einstein visited Princeton.
(3б) #Einstein has visited Princeton. (Неприемлемо, потому что «Эйнштейн больше не может посетить Принстон», либо потому что «Эйнштейн больше не может ничего иметь, так как он умер».)
(4а) Gutenberg invented the printing press.
(4б) #Gutenberg has invented the printing press. (Неприемлемо, потому что «Гутенберг больше ничего не может изобрести», либо потому что «Гутенберг не может „иметь“, ибо он мёртв».)
Но в то же время можно спокойно сказать (5):
(5) Obama has visited a federal prison. (Приемлемо, потому что Обама все ещё может посетить федеральную тюрьму.)

## Отличие present perfect от past simple
В отличие от «настоящего совершенного», past simple передаёт невозможность того, что сказуемое может случиться после «времени речи».
В то время как (6б) предполагает возможность того, что спрашиваемый ещё может поесть между «временем речи» и концом дня, (6а) предполагает, что адресат уже не будет есть в этот период.
(6а) Did you eat today?
(6б) Have you eaten today?
Похожая трактовка будет и у (7а), которое передаёт мнение о том, что Джон (John) не поднимется и не пойдёт сегодня, в то же время (7б) оставляет возможность для прогулки Джона сегодня.
(7а) Every time John got up to walk today, you burst out laughing.
(7б) Every time John has gotten up to walk today, you have burst out laughing.